# Jean Lacroix (escrime)
Pour les articles homonymes, voir Jean Lacroix et Lacroix.
Jean Lacroix, né le 2 décembre 1884 à Paris et mort le 9 novembre 1971 dans la même ville, est un escrimeur français ayant pour arme le sabre et l'épée.

## Carrière
Il dispute les Jeux olympiques d'été de 1928, terminant dixième de la phase finale en sabre individuel et étant éliminé en demi-finales en sabre par équipes.
Il remporte au Championnat international d'escrime 1930 la médaille de bronze en épée par équipes.